# 김주미 (골프 선수)
김주미(1984년 6월 16일~)는 대한민국의 골프 선수이다. 2002년에 프로로 전향하여 한국 LPGA 투어에서 3회 우승했다.